# Ribes petraeum
Groseillier des rochers, Groseillier des rocailles, Groseillier des pierriers
Espèce
Le Groseillier des rochers, Groseillier des rocailles ou Groseillier des pierriers (Ribes petraeum) est une espèce de sous-arbrisseaux de la famille des Grossulariacées.

## Description
C'est un arbuste de 1,5 m à 2,5 m de haut à grandes feuilles (limbe jusqu'à 15 cm de long et de large, formé de 3 à 5 lobes anguleux à dents pointues). Les fleurs sont rougeâtres en grappes pendantes de 20 à 35 unités. Les fruits sont de couleur rouge sombre.

## Habitat et répartition
Le Groseillier des rochers fréquente les bois, les bords des ruisseaux et les rochers des montagnes d'Europe occidentale et centrale (Alpes, Forêt-Noire, Vosges, Jura, Massif central, Pyrénées). Il préfère les sols siliceux, sa valeur écologique de Landolt est M.324-322-n. Dans les Alpes, on le trouve de 500 m à 2 500 m d'altitude.